# NGC 1540A
NGC 1540A (другие обозначения — ESO 420-14A, PGC 14733) — галактика в созвездии Эридан.
Этот объект входит в число перечисленных в оригинальной редакции «Нового общего каталога».